# Nicolás Schiappacasse
Nicolás Javier Schiappacasse Oliva (Montevidéu, 12 de janeiro de 1999) é um futebolista uruguaio que atua como ponta-esquerda. Atualmente defende o Belgrano.

## Carreira

### Categorias de base
Iniciou no futebol aos 5 anos no Club Nueva Palmira, em seguida, ele foi para o Club Universal e desde os 11 anos se juntou ao River.
Em 2013 fez 23 gols pelo River na sétima divisão do Campeonato Uruguaio. Em 2014 fez 22 gols pelo River na quinta divisão do Campeonato Uruguaio.

### River Plate
Em 5 de janeiro de 2015, com 15 anos, começou a pré-temporada com a primeira equipe do River Plate.
Foi convocado pelo Guillermo Almada para jogar contra o Juventud, estreou em 19 de abril de 2015, pela 9ª rodada do Clausura 2015, no Parque Saroldi, entrou aos 77 minutos no lugar do Santiago García e venceu por 2–0. Foi o primeiro jogador da categoria 1999 que estreou na Primeira Divisão, jogou com 16 anos e 97 dias.
Em 23 de maio de 2015, na vitória contra o El Tanque Sisley por 4–0, fez seu primeiro gol como profissional, com 16 anos e 131 dias. River Plate terminou o Torneio Clausura em segundo lugar e se classificou pela primeira vez na sua história,a Copa Libertadores. Nicolás jogou 7 partidas, todos como reserva, e fez 1 gol.
Foi titular pela primeira vez em 5 de setembro de 2015 contra o rival clássico, Wanderers, mas sofreu uma goleada e foram derrotados por 5–1. O Comité Olímpico Uruguaio honrou-o como o melhor jogador jovem da temporada 2014–15, em uma cerimônia realizada em 24 de novembro de 2015.
Em 28 de novembro de 2015 marcou o segundo gol de sua carreira, na vitória contra o Defensor Sporting por 2–1. Na última rodada, em 5 de dezembro de 2015, marcou o terceiro gol de sua carreira, na vitória contra o Villa Teresa por 4–0, no Parque Saroldi.
Em 13 de janeiro de 2016 jogou como titular na primeira partida da Copa Suat, contra o Argentinos Juniors no Estádio Luis Franzini, Nicolás mostrou um grande nível, deu 3 assistências e ganharam de 5–1. Na final, Schiappacasse foi titular novamente, ele enfrentou o Danúbio, mas perderam de 3–1.
Em 29 de janeiro de 2016, foi confirmado na lista de 25 jogadores para competir a primeira fase da Copa Libertadores, foi atribuído camisa número 9.
Em 2 de fevereiro de 2016, na vitória contra o Universidad de Chile por 2–0, no Estádio Domingo Burgueño estreou a nível internacional pela Copa Libertadores, com 17 anos e 21 dias.

### Atlético de Madrid
Foi contratado quando tinha 15 anos por 1,5 milhões de euros. Em 2 de setembro de 2016, foi inscrito para jogar a Liga dos Campeões de 2016–17.
Estreou em 11 de setembro de 2016 pelo Atlético de Madrid B, entrou no minuto 55 para enfrentar o Unión Adarve e aos 63 minutos marcou seu primeiro gol pelo clube, mas não puderam evitar a derrota por 3–2, jogou com a camisa número 15. Em 13 de setembro de 2016, jogou pelo Atlético de Madrid Sub-19 no empate em 0–0 contra o PSV Eindhoven pela UEFA Youth League, usou a camisa número 9.
Em 26 de novembro de 2016, foi convocado pela primeira vez por Diego Simeone, para a partida contra o Osasuna pela La Liga, vai usar a camisa número 28.
Marcou o gol da classificação do Atlético de Madrid na Liga Jovem da UEFA, no empate por 1–1 contra o Bayern de Munique. Em 5 de março de 2017, na vitória por 1–0 sobre o Internacional de Madrid, marcou o gol de pênalti e confirmou os três pontos para o Atléti B.
Em 10 de março de 2017, foi convocado para a partida contra o Granada.
Para a temporada 2017/18, Schiappacasse apenas atuou, de forma rara, na equipe B.

### Rayo Majadahonda
Em 7 de agosto de 2018, foi emprestado ao Rayo Majadahonda da Segunda División, por uma temporada.

### Parma
Em 31 de janeiro de 2019, foi emprestado ao Parma. Foi-lhe atribuído a camisa número 10. Atuou apenas em 3 partidas pela equipe, onde marcou nenhum gol.

### Famalicão
Em 18 de julho de 2019 assinou um contrato de empréstimo de uma temporada pelo Famalicão, recém promovido à Primeira Liga.

### Sassuolo
Em 5 de outubro de 2020, o  Sassuolo anunciou a contratação de forma permanente do jogador.

## Seleção Uruguaia

### Sub-15
Estreou com a seleção sub-15 em 25 de julho de 2013, em um amistoso contra o Peru, no Jardines del Hipódromo, Nicolás foi titular, usou a camisa número 11 e ganharam por 4–2. Em 8 de agosto de 2013, o técnico Alejandro Garay, convocou Nicolás para jogar a Copa México de Nações Sub-15 de 2013.

### Sub-20
Estreou com a seleção sub-20 em 22 de março de 2016, em um amistoso contra o Paraguai, no Estádio General Adrián Jara, usou a camisa número 9 e empataram por 2–2.
Nicolás foi convocado para o Torneio Quatro Nações, disputado em Doha no Catar. Em 18 de setembro de 2016, pela primeira partida do torneio marcou um gol, na vitória por 2–1 sobre o Catar, usou a camisa número 10. Marcou um gol de pênalti contra a Coreia do Sul pela segunda rodada do torneio. O Uruguai terminou o Torneio Quatro Nações em segundo lugar, perdendo por 4–1 para o Senegal.
Foi convocado para um Torneio amistoso em Talca no Chile. Foi convocado para a disputa da Panda Cup em Chengdu na China. Estreou marcando gol no empate por 2–2 contra a Inglaterra.

#### Sul-Americano 2017
Em 12 de dezembro de 2016, foi convocado por Fabián Coito para treinar no complexo AUF, juntamente com outros 27 jogadores. Foi confirmado na lista final em 29 de dezembro, para jogar o Sul-Americano Sub-20.
Estreou com empate em 0–0 contra a Venezuela. Sofreu pênalti, que foi defendido pelo goleiro, mas a bola caiu nos pés de um companheiro de equipe que chutou no gol, e no rebote El Chapa fez seu primeiro gol no Sul-Americano, a partida terminou em 3–3 contra a Argentina.
Na vitória por 2–0 sobre o Peru, marcou um gol aos 63 minutos com um chute de canhota. O Uruguai terminou a fase de grupos em primeiro no grupo B. Na estreia da fase final, golearam a Argentina por 3–0. Marcou um gol na vitória por 3–0 sobre a Colômbia, pela terceira rodada da fase final e se classificou para a Copa do Mundo Sub-20 de 2017.
Foi campeão do torneio, disputou oito jogos e marcou três gols.

#### Copa do Mundo 2017
Em 25 de abril de 2017, foi confirmado na lista de jogadores da seleção sub-20 que jogará a Copa do Mundo Sub-20. Estreou com vitória, por 1–0 sobre a Itália.
Marcou um gol na vitória por 2–0 sobre o Japão, pela segunda rodada do grupo D e se classificou para a fase final do torneio. Sofreu uma lesão no pé esquerdo e ficou fora da disputa pelo terceiro lugar contra a Itália.

## Estatísticas
Atualizado até 12 de março de 2017

### Clubes
| Equipe               | Temporada         | Campeonato nacional | Campeonato nacional | Campeonato nacional | Competições continentais | Competições continentais | Competições continentais | Total | Total | Total   |
| Equipe               | Temporada         | Jogos               | Gols                | Assist.             | Jogos                    | Gols                     | Assist.                  | Jogos | Gols  | Assist. |
| -------------------- | ----------------- | ------------------- | ------------------- | ------------------- | ------------------------ | ------------------------ | ------------------------ | ----- | ----- | ------- |
| River Plate          | 2014–15           | 7                   | 1                   | 0                   | –                        | –                        | –                        | 7     | 1     | 0       |
| River Plate          | 2015–16           | 17                  | 3                   | 1                   | 8                        | 0                        | 1                        | 25    | 3     | 2       |
| River Plate          | Total             | 24                  | 4                   | 1                   | 8                        | 0                        | 1                        | 32    | 4     | 2       |
| Atlético de Madrid B | 2016–17           | 11                  | 3                   | 1                   | –                        | –                        | –                        | 11    | 3     | 1       |
| Atlético de Madrid B | Total             | 11                  | 3                   | 1                   | –                        | –                        | –                        | 11    | 3     | 1       |
| Total na carreira    | Total na carreira | 35                  | 7                   | 2                   | 8                        | 0                        | 1                        | 43    | 7     | 3       |

Todos os Gols de Schiappacasse pelo River Plate
|    | Data                    | Local                                     | Placar | Resultado | Adversário       | Gols | Competição    |
| -- | ----------------------- | ----------------------------------------- | ------ | --------- | ---------------- | ---- | ------------- |
| 1. | 23 de maio de 2015      | Parque Saroldi, Montevidéu                | 3–0    | 4–0       | El Tanque Sisley | 1    | Clausura 2015 |
| 2. | 28 de novembro de 2015  | Luis Franzini, Montevidéu                 | 2–1    | 2–1       | Defensor         | 1    | Apertura 2015 |
| 3. | 5 de dezembro de 2015   | Parque Saroldi, Montevidéu                | 4–0    | 4–0       | Villa Teresa     | 1    | Apertura 2015 |
| 4. | 21 de fevereiro de 2016 | Casto Martínez Laguarda, San José de Mayo | 1–2    | 1–2       | Sud América      | 1    | Clausura 2016 |

Todos os Gols de Schiappacasse pelo Altético de Madrid B
|    | Data                   | Local                      | Placar | Resultado | Adversário    | Gols | Competição                  |
| -- | ---------------------- | -------------------------- | ------ | --------- | ------------- | ---- | --------------------------- |
| 1. | 11 de setembro de 2016 | Vicente del Bosque, Madrid | 2–3    | 2–3       | Unión Adarve  | 1    | Terceira Divisão da Espanha |
| 2. | 5 de março de 2017     | Boadilla del Monte         | 1–0    | 1–0       | Internacional | 1    | Terceira Divisão da Espanha |
| 3. | 12 de março de 2017    | Majadahonda                | 2–0    | 2–1       | Santa Ana     | 1    | Terceira Divisão da Espanha |

### Seleção Uruguaia
| Ano   |       |      |         |       |
| Ano   | Jogos | Gols | Assist. | Média |
| ----- | ----- | ---- | ------- | ----- |
| 2013  | 11    | 2    | 0       | 0,18  |
| Total | 11    | 2    | 0       | 0,18  |

| Ano   |       |      |         |       |
| Ano   | Jogos | Gols | Assist. | Média |
| ----- | ----- | ---- | ------- | ----- |
| 2014  | 13    | 11   | 0       | 0,84  |
| 2015  | 9     | 1    | 1       | 0,11  |
| Total | 22    | 12   | 1       | 0,54  |

| Ano   |       |      |         |       |
| Ano   | Jogos | Gols | Assist. | Média |
| ----- | ----- | ---- | ------- | ----- |
| 2016  | 12    | 9    | 1       | 0,75  |
| 2017  | 17    | 5    | 2       | 0,29  |
| 2018  | 3     | 2    | 0       | 0,66  |
| 2019  | 9     | 4    | 0       | 0,44  |
| Total | 41    | 20   | 3       | 0,48  |

| Ano   |       |      |         |       |
| Ano   | Jogos | Gols | Assist. | Média |
| ----- | ----- | ---- | ------- | ----- |
| 2013  | 11    | 2    | 0       | 0,18  |
| 2014  | 13    | 11   | 0       | 0,84  |
| 2015  | 9     | 1    | 1       | 0,11  |
| 2016  | 12    | 9    | 1       | 0,75  |
| 2017  | 17    | 5    | 2       | 0,29  |
| 2018  | 3     | 2    | 0       | 0,66  |
| 2019  | 9     | 4    | 0       | 0,44  |
| Total | 74    | 34   | 4       | 0,45  |

Expanda a caixa de informações para conferir todos os jogos deste jogador, pela sua seleção nacional.
Sub-15
|     | Data                   | Local                                                    | Resultado | Adversário     | Gol(s) | Competição                 |
| --- | ---------------------- | -------------------------------------------------------- | --------- | -------------- | ------ | -------------------------- |
| 1.  | 25 de julho de 2013    | Estádio Jardines del Hipódromo, Montevidéu               | 4–2       | Peru           | 0      | Amistoso                   |
| 2.  | 10 de agosto de 2013   | Cidade do México                                         | 6–1       | Panamá         | 2      | Copa México de Nações 2013 |
| 3.  | 11 de agosto de 2013   | Cidade do México                                         | 2–2       | Brasil         | 0      | Copa México de Nações 2013 |
| 4.  | 14 de agosto de 2013   | Cidade do México                                         | 3–3       | Colômbia       | 0      | Copa México de Nações 2013 |
| 5.  | 16 de agosto de 2013   | Cidade do México                                         | 2–0       | Estados Unidos | 0      | Copa México de Nações 2013 |
| 6.  | 18 de agosto de 2013   | Estádio Azteca, Cidade do México                         | 0–1       | Argentina      | 0      | Copa México de Nações 2013 |
| 7.  | 29 de outubro de 2013  | Parque Vieira, Montevidéu                                | 3–2       | Paraguai       | 0      | Amistoso                   |
| 8.  | 29 de outubro de 2013  | Parque Vieira, Montevidéu                                | 2–1       | Paraguai       | 0      | Amistoso                   |
| 9.  | 17 de novembro de 2013 | Estádio Gilberto Parada, Montero                         | 0–0       | Brasil         | 0      | Sul-Americano Sub-15 2013  |
| 10. | 19 de novembro de 2013 | Estádio Ramón Tahuichi Aguilera, Santa Cruz de la Sierra | 2–2       | Chile          | 0      | Sul-Americano Sub-15 2013  |
| 11. | 23 de novembro de 2013 | Estádio Ramón Tahuichi Aguilera, Santa Cruz de la Sierra | 4–2       | Venezuela      | 0      | Sul-Americano Sub-15 2013  |

Sub-17
|     | Data                   | Local                                      | Resultado | Adversário | Gol(s) | Competição                |
| --- | ---------------------- | ------------------------------------------ | --------- | ---------- | ------ | ------------------------- |
| 1.  | 13 de maio de 2014     | Estádio La Arboleda, Assunção              | 3–0       | Paraguai   | 0      | Amistoso                  |
| 2.  | 15 de maio de 2014     | Estádio Ricardo Gregor, Assunção           | 0–2       | Paraguai   | 0      | Amistoso                  |
| 3.  | 28 de maio de 2014     | Estádio Saroldi, Montevidéu                | 4–1       | Paraguai   | 2      | Amistoso                  |
| 4.  | 30 de maio de 2014     | Complexo Celeste, Montevidéu               | 1–2       | Paraguai   | 1      | Amistoso                  |
| 5.  | 9 de setembro de 2014  | Estádio La Granja, Curicó                  | 2–1       | Chile      | 1      | Amistoso                  |
| 6.  | 11 de setembro de 2014 | Complexo do Universidad de Chile, Santiago | 2–1       | Chile      | 0      | Amistoso                  |
| 7.  | 23 de setembro de 2014 | Complexo FPF, San Luis                     | 5–0       | Peru       | 3      | Amistoso                  |
| 8.  | 25 de setembro de 2014 | Complexo FPF, San Luis                     | 3–0       | Peru       | 0      | Amistoso                  |
| 9.  | 8 de outubro de 2014   | Beaublanc Stadium, Limoges                 | 2–2       | Ucrânia    | 0      | Torneio de Limoges        |
| 10. | 10 de outubro de 2014  | Beaublanc Stadium, Limoges                 | 3–1       | França     | 1      | Torneio de Limoges        |
| 11. | 12 de outubro de 2014  | Beaublanc Stadium, Limoges                 | 1–1       | Canadá     | 0      | Torneio de Limoges        |
| 12. | 30 de outubro de 2014  | Complexo Celeste, Montevidéu               | 3–0       | Peru       | 1      | Amistoso                  |
| 13. | 1 de novembro de 2014  | Complexo Celeste, Montevidéu               | 4–1       | Peru       | 2      | Amistoso                  |
| 14. | 6 de março de 2015     | Estádio Dr. Nicolás Leoz, Assunção         | 4–1       | Bolívia    | 0      | Sul-Americano Sub-17 2015 |
| 15. | 8 de março de 2015     | Estádio Feliciano Cáceres, Luque           | 2–1       | Argentina  | 0      | Sul-Americano Sub-17 2015 |
| 16. | 12 de março de 2015    | Estádio Deportivo Capiatá, Capiatá         | 4–1       | Chile      | 1      | Sul-Americano Sub-17 2015 |
| 17. | 14 de março de 2015    | Estádio Deportivo Capiatá, Capiatá         | 1–0       | Equador    | 0      | Sul-Americano Sub-17 2015 |
| 18. | 17 de março de 2015    | Estádio Feliciano Cáceres, Luque           | 0–1       | Equador    | 0      | Sul-Americano Sub-17 2015 |
| 19. | 20 de março de 2015    | Estádio Dr. Nicolás Leoz, Assunção         | 1–0       | Colômbia   | 0      | Sul-Americano Sub-17 2015 |
| 20. | 23 de março de 2015    | Estádio Deportivo Capiatá, Capiatá         | 2–3       | Brasil     | 0      | Sul-Americano Sub-17 2015 |
| 21. | 26 de março de 2015    | Estádio Dr. Nicolás Leoz, Assunção         | 2–1       | Argentina  | 0      | Sul-Americano Sub-17 2015 |
| 22. | 29 de março de 2015    | Estádio Feliciano Cáceres, Luque           | 1–2       | Paraguai   | 0      | Sul-Americano Sub-17 2015 |

Sub-20
|     | Data                    | Local                                                | Resultado | Adversário     | Gol(s) | Competição                |
| --- | ----------------------- | ---------------------------------------------------- | --------- | -------------- | ------ | ------------------------- |
| 1.  | 22 de março de 2016     | Estádio General Adrián Jara, Luque                   | 3–4       | Paraguai       | 0      | Amistoso                  |
| 2.  | 24 de março de 2016     | Estádio Feliciano Cáceres, Luque                     | 2–2       | Paraguai       | 1      | Amistoso                  |
| 3.  | 26 de abril de 2016     | Complexo Celeste, Montevidéu                         | 1–1       | Paraguai       | 0      | Amistoso                  |
| 4.  | 28 de abril de 2016     | Estádio Saroldi, Montevidéu                          | 1–1       | Paraguai       | 1      | Amistoso                  |
| 5.  | 31 de maio de 2016      | Estádio Parque Capurro, Montevidéu                   | 3–0       | Chile          | 3      | Amistoso                  |
| 6.  | 14 de junho de 2016     | Estádio Casto Martínez de San José, San José de Mayo | 2–1       | Peru           | 2      | Amistoso                  |
| 7.  | 18 de setembro de 2016  | Estádio Aspire Academy, Doha                         | 2–1       | Catar          | 1      | Torneio Quatro Nações     |
| 8.  | 21 de setembro de 2016  | Estádio Aspire Academy, Doha                         | 1–0       | Coreia do Sul  | 1      | Torneio Quatro Nações     |
| 9.  | 24 de setembro de 2016  | Estádio Aspire Academy, Doha                         | 1–2       | Senegal        | 0      | Torneio Quatro Nações     |
| 10. | 28 de setembro de 2016  | Estádio Aspire Academy, Doha                         | 1–4       | Senegal        | 0      | Torneio Quatro Nações     |
| 11. | 12 de outubro de 2016   | Estádio El Comercio, Talca                           | 2–2       | Chile          | 0      | Torneio Talca             |
| 12. | 14 de outubro de 2016   | Estádio Fiscal de Talca, Talca                       | 1–2       | Brasil         | 0      | Torneio Talca             |
| 13. | 19 de janeiro de 2017   | Olímpico de Ibarra, Ibarra                           | 0–0       | Venezuela      | 0      | Sul-Americano Sub-20 2017 |
| 14. | 21 de janeiro de 2017   | Olímpico de Ibarra, Ibarra                           | 3–3       | Argentina      | 1      | Sul-Americano Sub-20 2017 |
| 15. | 25 de janeiro de 2017   | Olímpico de Ibarra, Ibarra                           | 2–0       | Peru           | 1      | Sul-Americano Sub-20 2017 |
| 16. | 30 de janeiro de 2017   | Olímpico Atahualpa, Quito                            | 3–0       | Argentina      | 0      | Sul-Americano Sub-20 2017 |
| 17. | 2 de fevereiro de 2017  | Olímpico Atahualpa, Quito                            | 2–1       | Brasil         | 0      | Sul-Americano Sub-20 2017 |
| 18. | 5 de fevereiro de 2017  | Olímpico Atahualpa, Quito                            | 3–0       | Colômbia       | 1      | Sul-Americano Sub-20 2017 |
| 19. | 8 de fevereiro de 2017  | Olímpico Atahualpa, Quito                            | 0–3       | Venezuela      | 0      | Sul-Americano Sub-20 2017 |
| 20. | 11 de fevereiro de 2017 | Olímpico Atahualpa, Quito                            | 2–1       | Equador        | 0      | Sul-Americano Sub-20 2017 |
| 21. | 8 de maio de 2017       | Estádio da Província de Shaanxi, Xian                | 3–1       | China          | 1      | Amistoso                  |
| 22. | 11 de maio de 2017      | Cheongju Stadium, Cheongju                           | 0–2       | Coreia do Sul  | 0      | Amistoso                  |
| 23. | 14 de maio de 2017      | Estádio Goyang, Goyang                               | 2–0       | Arábia Saudita | 0      | Amistoso                  |
| 24. | 21 de maio de 2017      | Suwon World Cup Stadium, Suwon                       | 1–0       | Itália         | 0      | Copa do Mundo Sub-20 2017 |
| 25. | 24 de maio de 2017      | Suwon World Cup Stadium, Suwon                       | 2–0       | Japão          | 1      | Copa do Mundo Sub-20 2017 |
| 26. | 27 de maio de 2017      | Incheon Football Stadium, Incheon                    | 0–0       | África do Sul  | 0      | Copa do Mundo Sub-20 2017 |
| 27. | 31 de maio de 2017      | Suwon World Cup Stadium, Suwon                       | 1–0       | Arábia Saudita | 0      | Copa do Mundo Sub-20 2017 |
| 28. | 4 de junho de 2017      | Daejeon World Cup Stadium, Daejeon                   | 2–2       | Portugal       | 0      | Copa do Mundo Sub-20 2017 |
| 29. | 8 de junho de 2017      | Daejeon World Cup Stadium, Daejeon                   | 1–1       | Venezuela      | 0      | Copa do Mundo Sub-20 2017 |
| 30. | 23 de maio de 2018      | Shuangliu Sports Centre, Chengdu                     | 2–2       | Inglaterra     | 1      | Panda Cup                 |
| 31. | 25 de maio de 2018      | Shuangliu Sports Centre, Chengdu                     | 1–2       | Hungria        | 0      | Panda Cup                 |
| 32. | 27 de maio de 2018      | Shuangliu Sports Centre, Chengdu                     | 1–3       | China          | 1      | Panda Cup                 |
| 33. | 18 de janeiro de 2019   | Estádio Fiscal de Talca, Talca                       | 0–1       | Peru           | 0      | Sul-Americano Sub-20 2019 |
| 34. | 20 de janeiro de 2019   | Estádio La Granja, Curicó                            | 3–1       | Equador        | 1      | Sul-Americano Sub-20 2019 |
| 35. | 24 de janeiro de 2019   | Estádio La Granja, Curicó                            | 0–1       | Argentina      | 0      | Sul-Americano Sub-20 2019 |
| 36. | 26 de janeiro de 2019   | Estádio Fiscal de Talca, Talca                       | 1–0       | Paraguai       | 1      | Sul-Americano Sub-20 2019 |
| 37. | 29 de janeiro de 2019   | Estádio El Teniente, Rancagua                        | 1–1       | Venezuela      | 0      | Sul-Americano Sub-20 2019 |
| 38. | 1 de fevereiro de 2019  | Estádio El Teniente, Rancagua                        | 1–0       | Equador        | 0      | Sul-Americano Sub-20 2019 |
| 39. | 4 de fevereiro de 2019  | Estádio El Teniente, Rancagua                        | 3–2       | Brasil         | 1      | Sul-Americano Sub-20 2019 |
| 40. | 7 de fevereiro de 2019  | Estádio El Teniente, Rancagua                        | 1–2       | Argentina      | 1      | Sul-Americano Sub-20 2019 |
| 41. | 10 de fevereiro de 2019 | Estádio El Teniente, Rancagua                        | 0–0       | Colômbia       | 0      | Sul-Americano Sub-20 2019 |

## Títulos
River Plate
- Torneio Apertura Sub-16: 2014[carece de fontes?]

Uruguai
- Torneio Limoges Sub-18 2014[carece de fontes?]
- Campeonato Sul-Americano Sub-20: 2017[carece de fontes?]

### Prêmios individuais
- 60 jovens promessas do futebol mundial de 2016 (The Guardian)[121]
- 97º melhor jovem do ano de 2017 (FourFourTwo)[122]
- Equipe do torneio do Campeonato Sul-Americano Sub-20 de 2019